# Centro de excadetes y oficiales de la Armada - Caleuche
El Centro de ex-cadetes y oficiales de la Armada "Caleuche", es una corporación sin fines de lucro, fundada en Santiago, Chile, por un grupo de cadetes y ex cadetes de la Escuela Naval Arturo Prat el 13 de mayo de 1933 que obtuvo su personalidad jurídica por Decreto Supremo N° 1593, el 19 de junio de 1934. Su fin y objetivos son recordar el paso de sus integrantes por la Escuela Naval, mantener la amistad y manifestar permanentemente su cariño, afecto y orgullo por su Marina de Guerra.

## Historia
Durante los años 1931-1933 un grupo de cadetes  y ex-cadetes de la Escuela Naval se reunía en la plaza Brasil de Santiago para recordar los tiempos de Escuela  y mantener la amistad.  Este grupo,  en abril de 1933, se reunió por primera vez en el local de la Sociedad Unión Comercial ubicada en Estado 33 con la idea de formar una asociación. 
El 13 de mayo de 1933 el grupo se reunió  en Estado 33 y lanzó las bases de lo que fue el Centro de ex cadetes navales e ingenieros de la Armada. Esta primera reunió, cuya fecha posteriormente se consideró la fecha de fundación del Caleuche, fue presidida por  Ricardo Von Willigmann y actuó como  Secretario el ex Cadete Federico Carvallo León, los asistentes fueron 15 en total.  Se levantó acta de la reunión y luego se hicieron publicaciones en la prensa llamando a adherirse a este Centro de ex cadetes.
Una delegación de 3 Cadetes presidida por Von Willigmann fue a Valparaíso y se entrevistó con el director de la Escuela Naval, el entonces Comandante Manfredo Becerra Saavedra a quien le informaron lo que estaban proyectando.  El comandante Becerra acogió con entusiasmo la idea y  les entregó una carta en que citaba a los ex cadetes y oficiales que en su retiro podrían ser excelentes cooperadores  de esta idea.
Cundió el entusiasmo, previo al aniversario del combate naval de Iquique, se citó a Asamblea, a la que asistieron 40 personas, se leyó la carta del Director de la Escuela Naval y se decidió ir a Valparaíso, y depositar una ofrenda floral el 21 de mayo en la ceremonia de homenaje a los héroes de Iquique.
Este viaje a Valparaíso fue el trampolín hacia la concreción del centro. Se formaron comisiones y se reunieron con oficiales navales en retiro, insinuados en la carta del comandante Becerra. El 14 de julio de 1933 se juntaron en una reunión comida en la Sociedad Unión Comercial, puede considerar esta como el primer Bogatún como más adelante se les llamaría a estas reuniones.  Cundió el entusiasmo, incentivaron a otros ex cadetes y así fue como el 23 de octubre de ese año se reunieron en el restaurante Cinzano donde se produjo el lanzamiento definitivo del Centro, se nombró un Directorio oficial presidido por Santiago Zavala Aguirre que iniciaría los trámites para legalizar formalmente la existencia del Centro. Se arrendó un local, el tercer piso de la Unión Comercial en Estado 33, a esta reunión asistieron cerca de 100 ex cadetes.
El trabajo, entusiasmo y dedicación de los impulsores de esta idea obtuvo con fecha 19 de junio de 1934 la personería jurídica del Centro de ex cadetes y oficiales de la Armada y la aprobación de su primer Estatuto. Ese mismo año el cadete presidente del directorio bautizó el centro como Caleuche, nombre no oficial aún.
En Valparaíso resurgió la idea que había nacido en 1925 de formar una agrupación de ex cadetes y que en ese entonces no había fructificado. El 30 de mayo de 1936 la directiva del Caleuche de Santiago acompañada por varios otros caleuchanos fue a Valparaíso y en una reunión almuerzo en el Club Naval acordaron las bases para incorporar a las reparticiones de provincia formando en torno al ya existente Caleuche de Santiago una gran corporación. En esta reunión surgió el propósito de denominar al centro de Santiago como Buque Madre considerándola como sede oficial del conjunto.